# Polskie tango 1929–1939
Polskie tango 1929–1939 – płyta CD z nagraniami polskich przedwojennych tang. Opracowana przez Jerzego Płaczkiewicza. Wydana przez Oriente Musik w 2005.

## Lista utworów
Źródło.
1. Adam Aston: Tango dla Ciebie (This Tango Is For You) 3:17
2. Mieczysław Fogg: Zagrajcie mi (Play For Me, Boys) 3:15
3. Chór Dana: Stara melodia (An Old Melody) 2:56
4. Hanka Ordonówna i Chór Dana: Mily (Darling) 2:56
5. Stefan Nowita: Ja znam Cię tyle lat (I've Known You For So Many Years) 2:51
6. Chór Juranda: Noc księżycowa (Moonlight Night) 3:16
7. Adam Aston: Tamara 3:10
8. Chór Eryana: Serce matki (Mother’s Heart) 2:45
9. Tadeusz Faliszewski: Za jedno małe słówko (Just For This One Little Word) 2:58
10. Kazimierz Krukowski: Najpiękniejsza signorina (The Most Beautiful Signorina) 3:04
11. Adam Aston: Hispano-Juif - Nie igraj seniorito (Don't Play With Fire, Señorita) 2:52
12. Adam Aston: Znam Cię ze snów (I've Met You In My Dreams) 3:06
13. Jerzy Czaplicki: Tango brazylijskie (Brasilian Tango) 2:38
14. Mieczysław Fogg: Meksykańskie tango (Mexican Tango) 2:57
15. Janusz Popławski (tenor): Mała Włoszka z Milano (A Little Italian Lady From Milano) 3:21
16. Janusz Popławski (tenor): Granada spi (Granada Is Asleep) 3:03
17. Chór Dana: Bez śladu (Without a Trace) 2:40
18. Wiera Gran: Gdy odejdziesz (When You've Gone Away) 3:39
19. Mieczysław Fogg: Złudzenie (Illusion) 3:16
20. Albert Harris: Gdy radio w pokoiku gra (When Radio Plays In a Little Room) 3:11
21. Stefan Nowita: Żegnaj (Farewell)
22. Willi Kollo: Oh, Donna Clara (Tango milonga)